# Portee

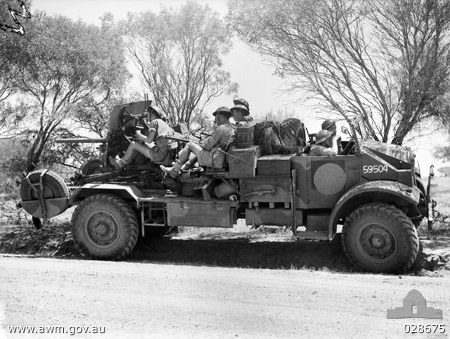
Two-pounder anti-tank gun portee australiano in esercitazione nel 1942

Il portee era un complesso d'artiglieria costituito da un cannone campale o d'accompagnamento che veniva trasportato sul pianale di un autocarro. Si differenziava dall'autocannone in quanto il pezzo non era fissato permanentemente ma conservava il suo affusto ruotato: in tal modo poteva sia essere impiegato da bordo che essere schierato a terra, scaricandolo tramite rampe. I serventi prendevano posto direttamente sul pianale, vicino al pezzo.

## Storia
Questa soluzione, particolarmente praticata per l'artiglieria controcarri dalle forze del Commonwealth nella campagna del Nordafrica, fu sperimentata anche dal Regio Esercito italiano negli anni 1920 e 1930. Un successore più sofisticato del portee fu il Deacon, immesso in servizio nel 1942 e basato su un AEC Matador dotato di cabina corazzata e pezzo Ordnance QF 6 lb scudato su piedistallo.
I portee divennero rapidamente desueti nel secondo dopoguerra, sostituiti nel loro ruolo di appoggio controcarri dalle camionette armate di cannoni senza rinculo e dalle cosiddette tecniche munite di cannoni automatici e mitragliatrici; come nel portee, spesso le armi installate su questi mezzi conservavano la possibilità di essere rapidamente smontate e usate a terra.

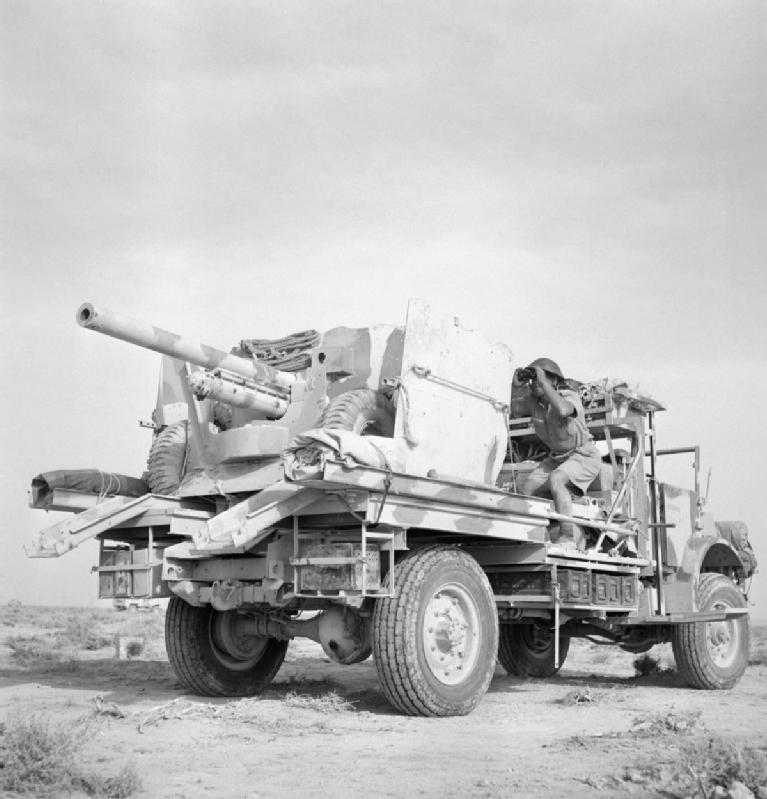
Pezzo anticarro da 57 mm in posizione di fuoco: ben visibili le rampe per sbarcare il pezzo

## Esempi
- autoportante con 77/28:  cannone Böhler 8 cm Vz. 1905 di preda bellica portato sull'autocarro coloniale Fiat 611 C; soluzione utilizzata dai Regi corpi truppe coloniali.
- 76 mm M1902/30 su ZIS-22: cannone divisionale 76 mm M1902/30 su autocarro semicingolato ZiS-22, derivato del ZiS-5.
- Two-pounder anti-tank gun portee: cannoncino anticarro Ordnance QF 2 lb da 40 mm su Morris 15 cwt, Chevrolet WA 30 cwt, WB 30 cwt, Ford F30 o Chevrolet C30.
- Six-pounder anti-tank gun portee: cannone Ordnance QF 6 lb da 57 mm montato su Bedford QLT o Austin K5.
- 20 mm anti-aircraft portee: portee contraereo con mitragliera 20 mm Oerlikon montata su Morris 15 cwt.
- 25 mm anti-tank gun portee: poiché l'affusto del Hotchkiss 25 mm Mle. 1934 era pensato esclusivamente per il traino animale ma la British Expeditionary Force era completamente meccanizzata, la soluzione adottata dagli inglesi fu quella di utilizzare il cannone come portee su autocarri Bedford o Morris CS8[1].
- 37 mm anti-tank portee: cannone anticarro Bofors 37 mm montato su Bedford MW o Morris CS8[2], usato in nove esemplari dal 106th Regiment RHA durante l'Operazione Compass nella battaglia di Beda Fomm.